# الفصل العنصري الاجتماعي في البرازيل

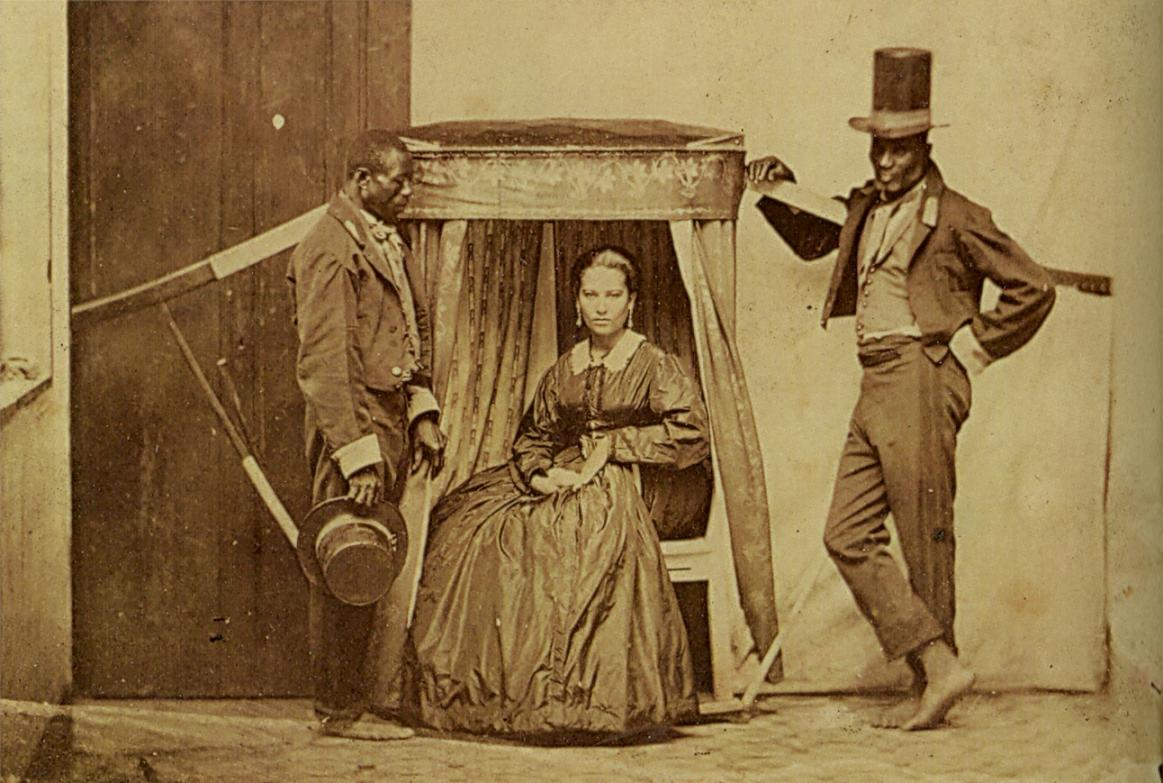

استُخدم مصطلح الفصل العنصري الاجتماعي لوصف مختلف جوانب اللامساواة الاقتصادية في البرازيل، وهو يوازي الفصل القسري بين البيض والسود الذي كان مطبقًا، على نحو قانوني، في جنوب أفريقيا لعدة عقود خلال نظام الأبارتايد أو نظام الفصل العنصري في القرن العشرين. 

## البدايات
وفقًا لما ذكرته ماريا هيلينا مورييرا آلفز، تفاقمت أوجه اللامساواة بين الأغنياء والفقراء في أوائل القرن العشرين في البرازيل بسبب المعاملة المختلفة للمهاجرين الحضريين أثناء الكساد الكبير وبعده. لم يتلق المهاجرون الداخليون، الذين ينحدرون أساسًا من الهنود الأمريكيين أو العبيد الأفارقة، أي مساعدة حكومية أو تدريب على التكيف مع المراكز الحضرية الكبيرة. أصبح المهاجرون الداخليون مركزين في نوع من «الفصل العنصري الاجتماعي»، ويعيشون في الأحياء الفقيرة ويعملون في وظائف وضيعة وبغيضة يتجنبها البيض. على النقيض من ذلك، حصل المهاجرون الأوروبيون والعرب واليابانيون، الذين اتجهوا نحو الحصول على تعليم أفضل، على مساعدة مباشرة من عدد من البرامج الحكومية، بما في ذلك بعض البرامج التي ترعاها حكوماتهم الوطنية، فضلًا عن مزايا أخرى. 

## اللامساواة في الدخل
يشكل التفاوت في الدخل مصدرًا رئيسيًا للتفاوت الاجتماعي في البرازيل. في عام 2001، كان معامل جيني للتفاوت في الدخل للبرازيل 0.59، وهو رقم مرتفع نسبيًا، ويعني أن التفاوت بين دخول أي برازيليين جرى اختيارهم عشوائيًا بلغ تقريبًا 1.2 مرة من متوسط الدخل. طبقًا لتقديرات البنك الدولي فإن نصيب أول 20% من البرازيليين الأغنياء يبلغ نحو 33 مرة نصيب أفقر 20% دخلًا. 
ترتبط أسباب تفاوت الدخل في البرازيل بالتوزيع غير العادل للموارد العامة، ومساوئ التعليم، والفجوة في الأجور. تراجع الإنفاق العام بصفة عامة، ورغم أن البرامج الاجتماعية تقدمية إلى حد كبير، فإن أشكال الإنفاق الأخرى، مثل معاشات الموظفين العموميين، تشكل حصة أكبر من إجمالي الإنفاق، وموجهة نحو الأفراد من ذوي الدخول الأعلى. وفقًا للبنك الدولي، يمثل هذا نحو 39% من التفاوت في الدخل. الحصول على التعليم غير متكافئ إلى حد كبير ويميل إلى الفئات المتميزة، ما يؤدي إلى فجوة في مهارات العمل أكبر بكثير من غيرها من البلدان في الأمريكتين مثل المكسيك وكولومبيا والولايات المتحدة. طبقًا لتقديرات البنك الدولي، فإن هذا يمثل نحو 29% من إجمالي اللامساواة. أخيرًا، هناك فجوة كبيرة ومتنامية في الأجور بين الوظائف التي تتطلب مستويات مهارة أعلى وأقل. يعزو البنك الدولي نحو 32% من اللامساواة إلى فجوة الأجور. 
يُعتبر نوع الجنس ولون البشرة والمكانة الاجتماعية عوامل هامة في تفاوت الدخل، إذ يكسب النساء والبرازيليون المنحدرون من أصل أفريقي أقل بكثير من الذكور والبرازيليين البيض، وذلك بسبب الحرمان من التعليم والأجور. يحصل البرازيليون السود على مستويات تعليمية تبلغ ثلثي المستوى التعليمي للبيض، وهو ما يحد من إمكانية حصولهم على وظائف ذات أجور أعلى. تكسب النساء 29% أقل من الرجال، على الرغم من أن النساء يحصلن على تعليم يزيد عن تعليم الرجال بمتوسط سنة واحدة. 

## اللامساواة العرقية والطبقية
يعتقد البعض أن هذه التشابهات بين جنوب أفريقيا في عهد الفصل العنصري والبرازيل المعاصرة ترتبط بتاريخ البلاد في ما يخص العبودية والطبقات العرقية المرتبطة بها، إذ أن اللامساواة في الوضع الاقتصادي والاجتماعي تؤثر، على نحو خاص، على الأفارقة البرازيليين بالمقارنة مع الفئات الأخرى. وفقًا لعضو الكونغرس في ساو باولو الويزيو ميركادانت، عضو حزب العمال اليساري في البرازيل (بّي تي)، «مثلما كانت جنوب أفريقيا تعاني من الفصل العنصري، فإن البرازيل تعاني من الفصل العنصري الاجتماعي». كتب الصحفي كيفن جي. هول في عام 2002 أن الأفارقة البرازيليين يتبعون البرازيليين البيض في جميع المؤشرات الاجتماعية تقريبًا، بما في ذلك الدخل والتعليم. يُعتبر الذين يعيشون في المدن أكثر عرضة للاعتداء أو القتل على يد الشرطة أو السجن بالنسبة لأعضاء الجماعات الأخرى.
للحالة الاجتماعية في البرازيل آثار سلبية على فرص التعليم للمحرومين. يلاحظ النقاد أن الطبقات، في الغالب، منفصلة عن أي تفاعل بخلاف تقديم الخدمات: فالأثرياء يعيشون في أحياء سكنية مُسوَّرة، ولا تتفاعل الطبقات المحرومة، على الإطلاق، مع الأثرياء «إلا في صورة تقديم الخدمات المنزلية وعلى أرض المحلات التجارية». 
وفقًا لفرنس ويندانس توين، يمتد الفصل حسب الطبقة والعرق إلى ما تسميه فرنس «الفصل العنصري المكاني»، حيث يدخل السكان والغرباء من الطبقة العليا، والمفترض أنهم من البيض، المباني السكنية والفنادق من المدخل الرئيسي، في حين يدخل المحليون ومقدمو الخدمات من الطبقة الدنيا من الجانب أو من الخلف. 
يكتب الناشط في مجال الحقوق المدنية كارلوس فيريسيمو أن البرازيل دولة عنصرية، وأن أوجه اللامساواة في العرق والطبقة كثيرًا ما تكون مترابطة. يذكر مايكل لووی أن «الفصل العنصري الاجتماعي» يتجسد في الأحياء السكنية المُسوَّرة، وهو «تمييز اجتماعي ينطوي أيضًا على بعد عنصري، إذ أن الغالبية العظمى من الفقراء هم من طبقة السود أو من طبقة النصف (أي الملونون)». على الرغم من تراجع البرازيل عن الحكم العسكري وعودتها إلى الديمقراطية في عام 1988، فإن الفصل العنصري الاجتماعي قد ازداد.

## العرق والجريمة
مع ارتفاع معدل جرائم القتل المسجلة في البرازيل، ارتفع أيضًا عدد جرائم القتل لكل 100,000 من الأفارقة البرازيليين والبرازيليين الباردو من 32.41 في عام 2006 إلى 43.15 في عام 2017، في حين انخفض عدد جرائم القتل لكل 100,000 من البرازيليين البيض والآسيويين من 17.12 في عام 2006 إلى 15.97 في عام 2017. 
وفقًا للبحث، فإن احتمال أن يكون الشخص الأسود ضحية للقتل في البرازيل أكبر في المجموعات ذات الخصائص التعليمية والاجتماعية الاقتصادية المماثلة. تُعتبر فرصة قتل مراهق أسود أعلى بـ3.7 مرة مقارنة بمراهق من البيض.
يوضح البحث أيضًا أن السود هم أكبر ضحايا الاعتداء من جانب الشرطة. توضح الدراسة الاستقصائية الوطنية عن الإيذاء أنه في عام 2009، تعرض 6.5% من السود للاعتداء بوصفهم من أفراد الشرطة المعتدين أو من حراس الأمن الخاص (وهم كثيرًا ما يعملون في الشرطة خارج أوقات عملهم)، مقابل 3.7% من البيض.
بحسب دانيال دانيال سيركويرا، يُقتل أكثر من 60,000 شخص كل سنة في البلاد، وهناك انحياز شديد إلى اللون والمكانة الاجتماعية في هذه الوفيات: «يُعد معدل الوفيات بين السود أكثر  بـ135% من غير السود. وفي حين أن معدل جرائم قتل السود هو 36.5 لكل 100,000 نسمة، فإن النسبة في حالة البيض هي 15.5 لكل 100,000 نسمة». 

## الآثار السياسية
نقل الصحفي مارك ويسبروت في مجلة ذا نيشن قول الرئيس البرازيلي السابق لويس إيناسيو لولا دا سيلفا (2003- 2010) في عام 2002 أنه «يكافح من أجل إخراج فقراء البرازيل من نظام الفصل العنصري الاقتصادي». عُزيت خسارته في الانتخابات الرئاسية التي جرت عام 1994 لصالح فيرناندو أنريك كاردوسو (1995- 2002) جزئيًا إلى الخوف الذي أثاره لولا في الطبقة الوسطى من خلال «استنكاره للفصل العنصري الاجتماعي الذي تغلغل في المجتمع البرازيلي».